# الموسوعة الصغيرة
الموسوعة الصغيرة هي موسوعة عراقية وهي سلسلة ثقافية نصف شهرية تتناول مختلف العلوم والفنون والآداب، بدأ إصدارها في أواخر عقد السبعينات من القرن العشرين في بغداد، أصدرت دار الجاحظ للنشر أكثر من مئة كتاب للموسوعة ثم تولت إصدارها دائرة الشؤون الثقافية والنشر في بغداد، وتُطبع في مطابع دار الحرية للطباعة-بغداد.
تعاقب على رئاسة التحرير فيها كل من طراد الكبيسي وموسى كريدي، وشغل منصب سكرتير التحرير كل من ميسلون هادي وماجد أسود.
كتب في هذه الموسوعة العديد من الكتاب في ذلك الوقت من أمثال: الدكتور فيصل السامر الذي كتب العدد الأول بعنوان (العرب والحضارة الأوربية) والتالي كتابي «عصر النهضة الاوربية» و«ميكافلي والميكافلية» للدكتور كمال مظهر أحمد، والدكتور محمد عبد اللطيف مطلب، والدكتور نوري حمودي القيسي، وسامي محمد، وغانم جواد رضا، والدكتور عبد الجبار المطلبي، والدكتور عباس مصطفى الصالحي، والدكتور هادي عطية مطر، وغيرهم.
وقد تنوعت مواضيعها كثيراً حتى أصبحت (رغم صغرها) موسوعة شاملة لمختلف أنواع العلوم والفنون والآداب، ففيها إصدارات علمية تناولت موضوعات عن الطب والفلك والكيمياء والفيزياء وأمثلة ذلك كثيرة منها:
- العدد الثامن: (الطب عند العرب، بقلم الدكتور عبد اللطيف البدري).
- العدد العشرون: (الإنسان، آخر المعلومات العلمية عنه، ترجمة كاميران قره داغي).
- العدد الثاني والخمسون: (نظرات في علم الوراثة، بقلم الدكتور عبد الإله صادق).
- العدد السادس والأربعون: (التكنلوجيا المعاصرة، بقلم الدكتور طه تايه ذياب، والدكتور سامي مظلوم صالح).

أما في مجال الفنون فقد صدر منها:
- العدد الرابع: (قضايا المسرح المعاصر، بقلم سامي خشبة).
- العدد الثامن والعشرون: (فن التمثل عند العرب، بقلم الدكتور محمد حسين الأعرجي).
- العدد التاسع والأربعون: (في المسرح الشعري، بقلم عبد الستار جواد).
- العدد التاسع والستون: (جماليات الفنون، بقلم الدكتور كمال العيد).
- العدد الحادي والثلاثون بعد المئة: (البطل في المسرح العراقي، بقلم يوسف يوسف).
- العدد الرابع والثلاثون بعد المئة: (الاحتفالية في المسرح المغربي، بقلم محمد أديب السلامي).

وصدر منها في مجال الأدب:
- العدد السادس عشر: (فن كتابة الأقصوصة، ترجمة كاظم سعدالدين).
- العدد السابع والخمسون: (الرواية والمكان، بقلم ياسين النصير).
- العدد الستون: (أعلام في النحو العربي، بقلم الدكتور مهدي المخزومي).
- العدد السادس والثلاثون: (مدارس النقد الأدبي الفرنسي المعاصر، بقلم نهاد التكرلي).
- العدد السادس والسبعون: (تيارات حديثة في الأدب الألماني، بقلم الدكتور مصطفى عبد الحميد).
- العدد العاشر بعد المئة: (الجاحظ، بقلم الدكتورة وديعة طه النجم).
- العدد السادس عشر بعد المئة: (البحث البلاغي عند العرب، بقلم الدكتور أحمد مطلوب).
- العدد الثامن عشر بعد المئة: (أثر ألف ليلة وليلة في الآداب الأوربية، بقلم عبد الجبار محمود السامرائي).

وكذلك تناولت العديد من الموضوعات السياسية والتأريخية والوطنية والاقتصادية والصناعية ومنها:
- العدد السادس: (الثورة والديمقراطية، بقلم صباح سلمان).
- العدد الثلاثون: (دراسة في التخطيط الاقتصادي، بقلم يحيى غني النجار).
- العدد الخامس والستون: (الأبعاد القومية لثورة مايس 1941 في العراق، بقلم الدكتور محمد مظفر الأدهمي).
- العدد الالسادس والخمسون: (التأريخ الاقتصادي للشرق الأوسط، ترجمة وتعريب عادل إبراهيم يعقوب).
- العدد السابع عشر بعد المئة: (الصناعات النفطية في العراق، بقلم الدكتور محمد أزهر سعيد السماك).

ولهذا فهي تعتبر موسوعة شاملة لجميع العلوم والفنون والآداب، وتتناول جميع المجالات التأريخية والسياسية والاقتصادية والصناعية وقد أخذت بحظها من علم الفلك وعلم الذرة والعلوم الحديثة بجميع صنوفها.